# Leptothorax anacanthus
Leptothorax anacanthus är en myrart som beskrevs av Santschi 1912. Leptothorax anacanthus ingår i släktet smalmyror, och familjen myror.

## Underarter
Arten delas in i följande underarter:
- L. a. anacanthus
- L. a. maximus